# Wasserschloss Klaffenbach

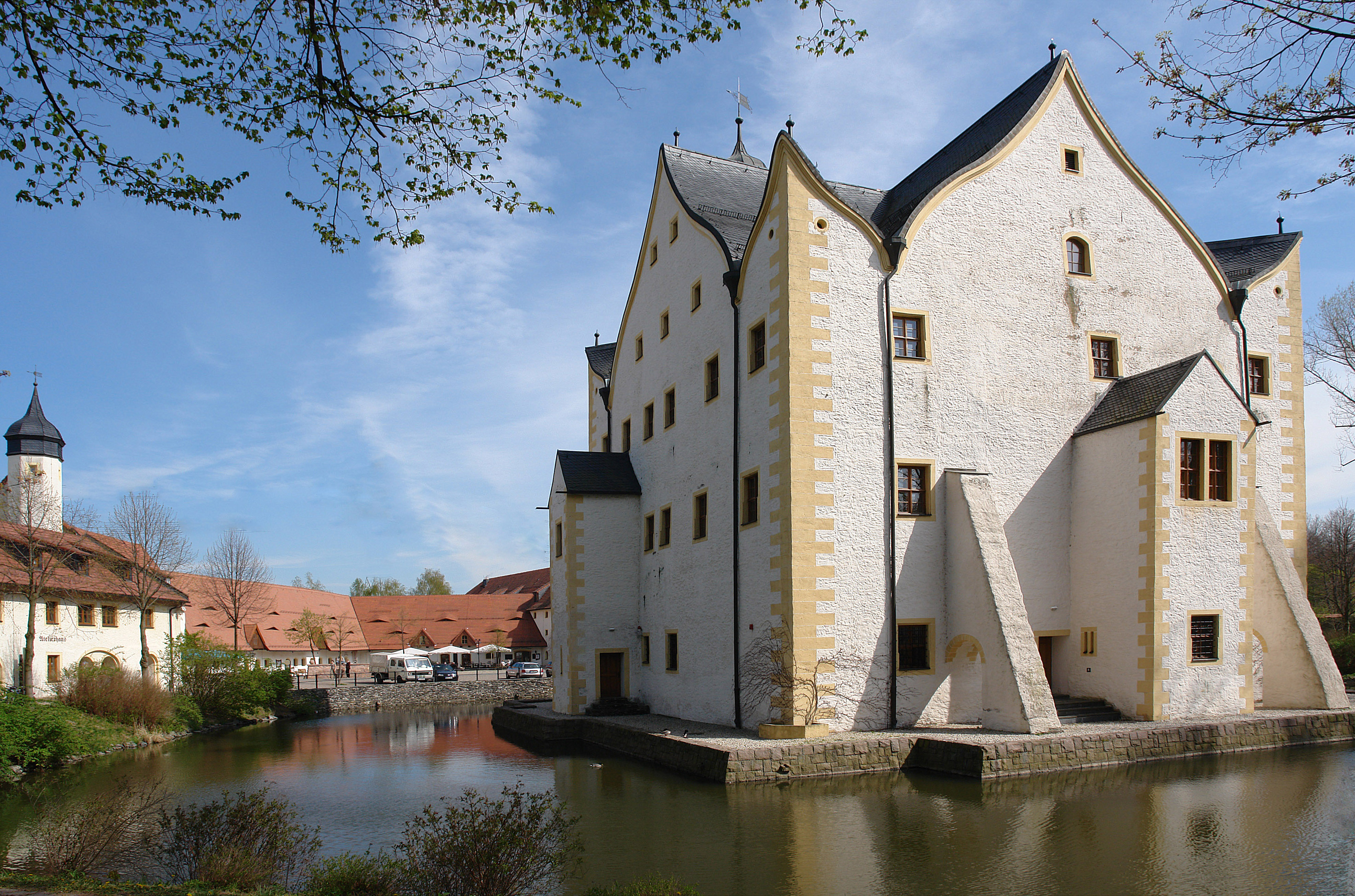
Wasserschloss Klaffenbach, West- und Südseite

Das Wasserschloss Klaffenbach (historischer Name Schloss Neukirchen), gelegen im Stadtteil Klaffenbach der sächsischen Stadt Chemnitz unweit der Würschnitz, wurde Anfang des 16. Jahrhunderts gebaut, Anfang des 17. Jahrhunderts prägend umgebaut und stellt ein für Sachsen einzigartiges Beispiel eines Wasserschlosses der Renaissance dar.

## Lage
Das Wasserschloss Klaffenbach liegt am südlichen Stadtrand von Chemnitz, etwa 1,2 km westnordwestlich des Ortes Klaffenbach in der Flussaue der Würschnitz, parallel zur Würschnitz. Der Gesamtkomplex aus Schlossgebäude, Hotel, Restaurants und Kunsthandwerk-Ateliers befindet sich zwischen einem Landschaftspark aus grünen Wiesen, einem Golfplatz und Spazierwegen.
Die Lage sowie die Vielfalt des Gebäudekomplexes machen das Wasserschloss Klaffenbach zu einer Spielstätte für Ausstellungen, Kulturveranstaltungen, saisonale Märkte und Open-Air-Konzerte.
Das Areal ist von der Autobahn A4, Abfahrt Chemnitz Mitte über die B95 in Richtung Annaberg-Buchholz und von der Autobahn A72, Abfahrt Stollberg über die B169 bis Neukirchen/Erzgebirge erreichbar.

## Geschichte

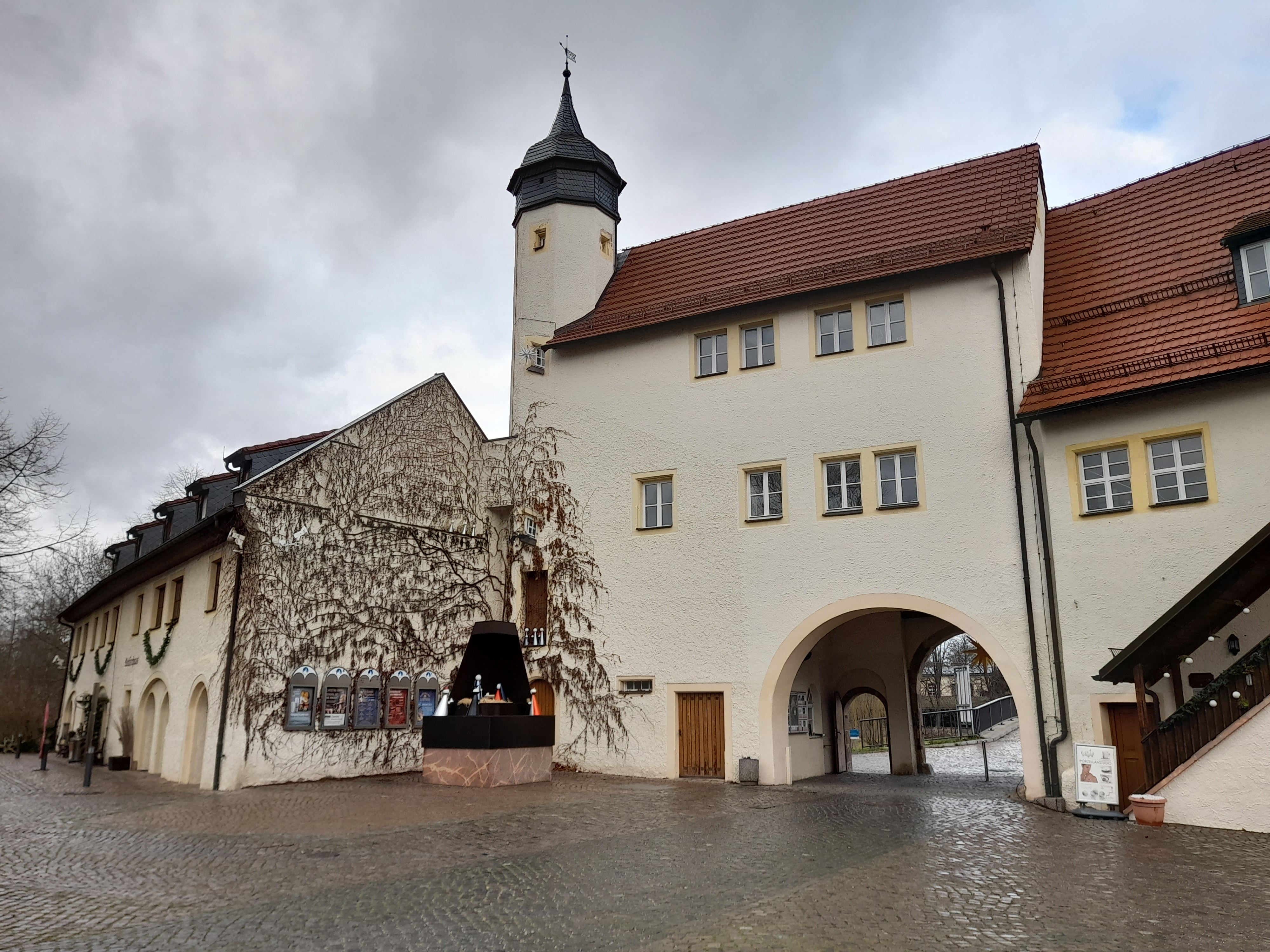
Wasserschloss Klaffenbach, Torhaus und Atelierhaus

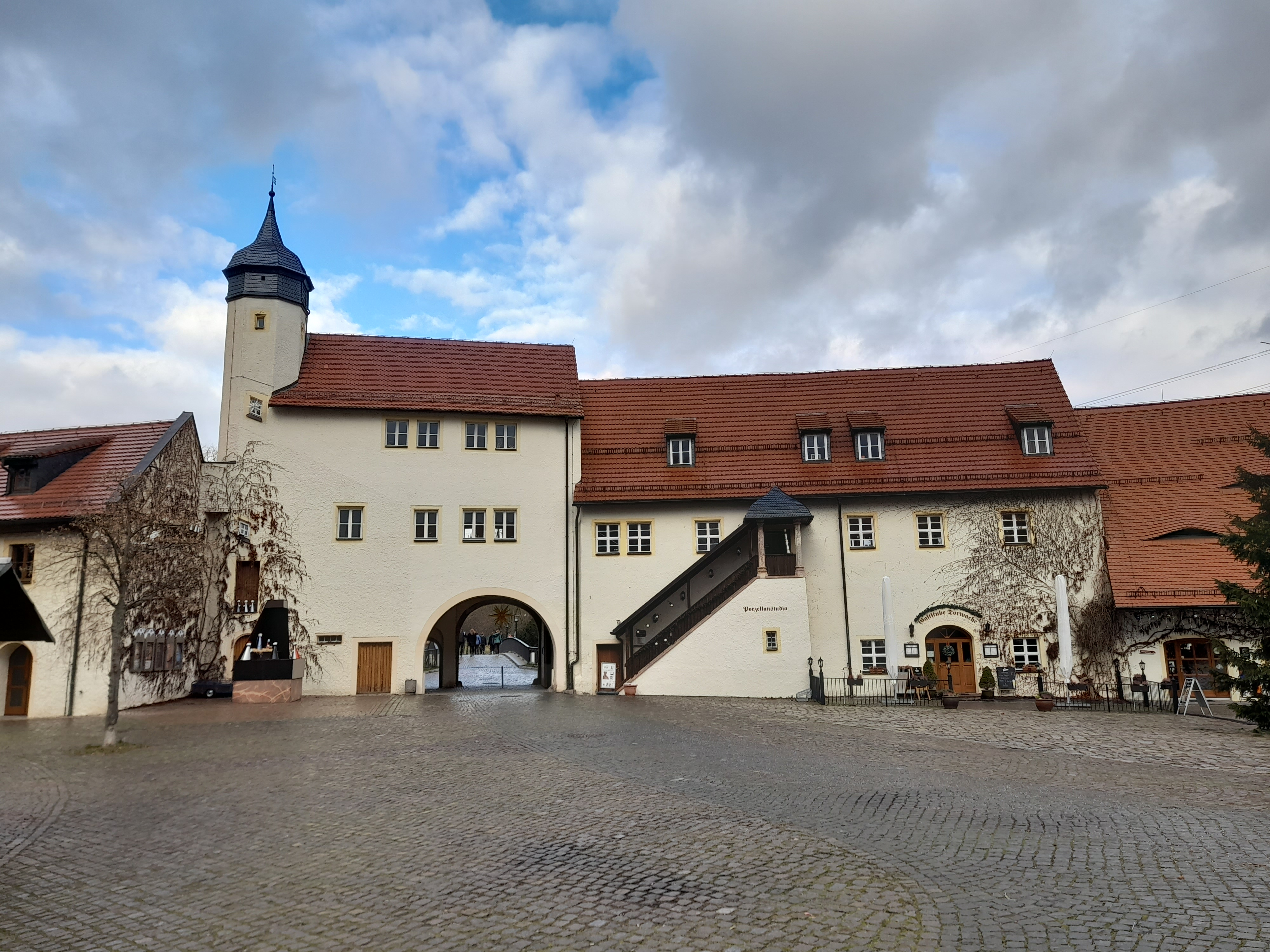
Wasserschloss Klaffenbach, Torhaus und Gaststube Torwache

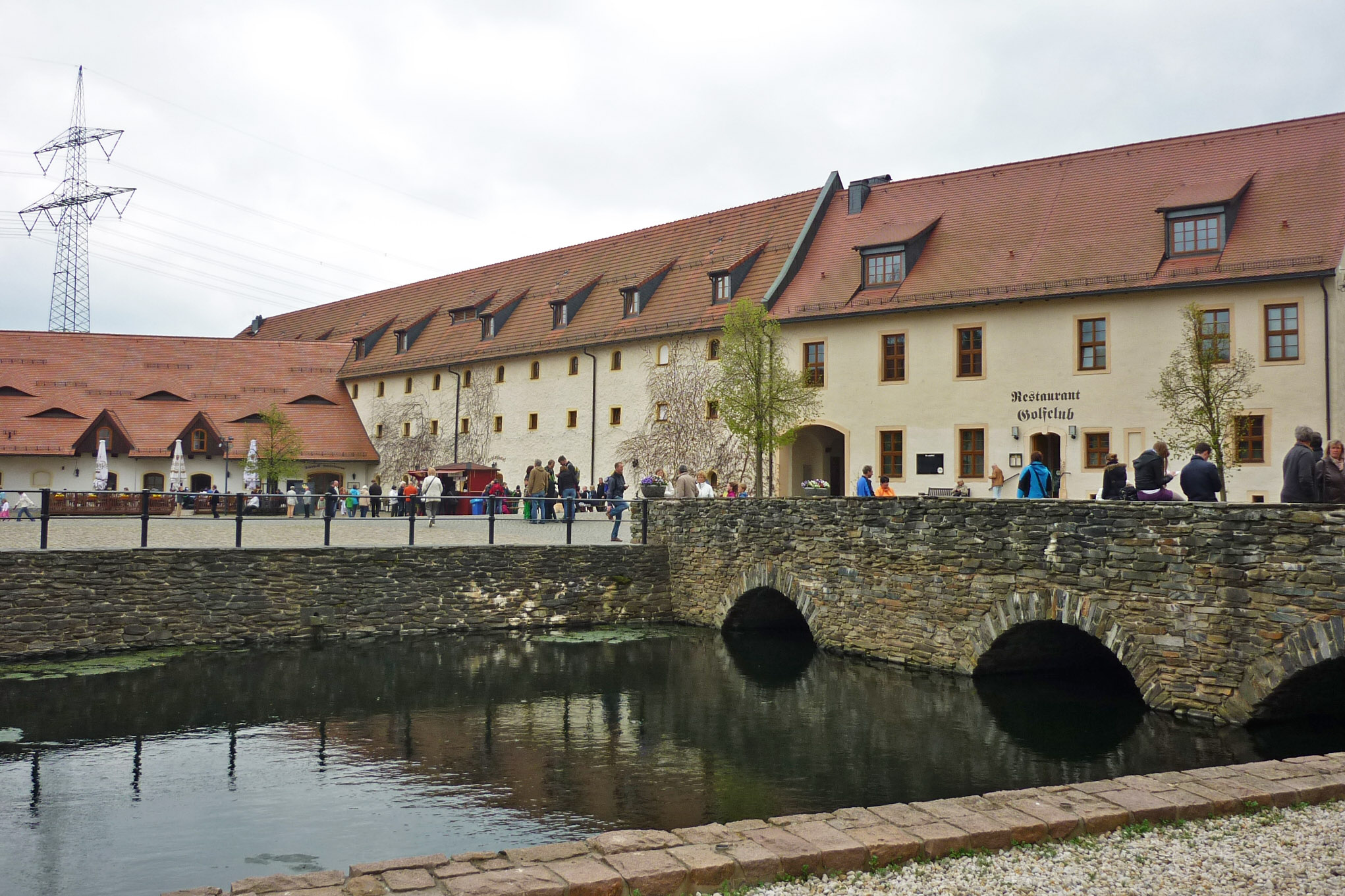
Wasserschloss Klaffenbach, Schlosshotel

### 16. Jahrhundert
Wolf Hünerkopf, geboren um 1500 in Elterlein im Erzgebirge, ist Bauherr des Rittergutes Neukirchen. Als städtischer Münzmeister in Annaberg gelangte er zu Ansehen und Wohlstand. Um 1539 wurde er als Liebling des Kurfürsten Johann Friedrich I. in den Adelsstand erhoben. Wolff Hünerkopf legte seinen Reichtum in Eigentum von Land an: 1543 erwarb er aus dem Grundbesitz der vom Kurfürsten aufgehobenen Benediktinerabtei Chemnitz die Dörfer Burkhardtsdorf, Neukirchen und Klaffenbach, in welche er von 1546 bis 1549 in der Würschnitzaue als weithin sichtbares Zeichen seines Wohlstands und gesellschaftlichen Ranges das Renaissance-Schloss Klaffenbach errichten ließ.
Bis heute erzählt man sich in Klaffenbach die Sage vom eingemauerten Burgfräulein:
„Ein Leben in Saus und Braus, rauschende Feste und zahlreiche Jagdgesellschaften führten dazu, dass sich der Herr des Hauses hoch verschuldete. Dies kam dem Burgherrn zu Rabenstein zu Ohren, einem reichen Mann, aber hässlich von Angesicht und böse im Herzen. Er unterbreitete dem Klaffenbacher Schlossherrn einen Vorschlag, den dieser kaum ausschlagen konnte. Im Tausch für die Hand seine Tochter wollte der Rabensteiner Burgherr alle Schulden des Klaffenbacher begleichen. Der Vater des Fräuleins war darüber so erfreut, dass er augenblicklich einen Termin für die Hochzeit festsetzte. Doch als die Braut hörte, mit wem sie da vermählt werden sollte, erschrak sie zutiefst, weinte und flehte ihren Vater um Gnade an. Der Vater jedoch war nicht zu erweichen. Da schrie das verzweifelte Mädchen: „Nie und nimmer werde ich diesen schrecklichen Mann heiraten!“ Daraufhin packte den Vater ein grausamer Zorn. Er befahl seiner Tochter, ihre schönen Kleider abzulegen und ließ sie im Turm des Wasserschlosses einmauern. Von diesem Tag an ging es dem Klaffenbacher Schlossherrn zusehends schlechter, bis er nach einer langen Leidenszeit eines grausamen Todes starb.“ Erwiesene Belege für diese Geschehnisse gibt es nicht.
Im Jahre 1570 ist der „Siz zu Neukirchen“ (Adelssitz) urkundlich belegt.

### 17. und 18. Jahrhundert
Um 1600 musste die deutschstämmige Adelsfamilie von Taube wegen kriegerischer Auseinandersetzungen um die Hegemonie im Baltikum aus ihrer Heimat fliehen. So gelangte Dietrich von Taube (geb. 1594) als Achtjähriger an den sächsischen Hof nach Dresden, wo er gemeinsam mit dem Kurprinzen Johann Georg I. aufwuchs. Nach dessen Amtsantritt im Jahr 1611 erfolgte auch der Aufstieg des Dietrich von Taube. Erst als Reisestallmeister und Oberstleutnant, mit 23 Jahren schließlich Stallmeister und damit eines der höchsten Hofämter. Bereits zwei Jahre zuvor hatte er das Gut und Schloss Neukirchen erworben.
Obwohl Dietrich von Taube das Leben am kurfürstlichen Hof dem im Wasserschloss Klaffenbach vorzog – der Besitz diente ihm lediglich als Einnahmequelle –, begründete er mit dem weiteren Ausbau des Schlosses im Renaissance-Stil den Glanz und Zauber. Man vermutet, dass das Schloss erst unter Dietrich von Taube die mächtigen Kielbogendächer mit den sich daraus ergebenden Giebeln und einem Hauptturm erhielt. Auch vollendete Bauten der Vorbesitzer am nördlichen Torhaus mit einem Treppenaufgang. Nach dem Tod Dietrichs 1639 verblieb das Schloss im Besitz der Familie von Taube. Ab 1709 wurde es auch wieder bewohnt.

### 19. und 20. Jahrhundert
1819 wurde das Gut Neukirchen von Moritz von Taube an den Fabrik-, Kauf- und Handelsherrn Carl Heinrich Hähnel aus Schneeberg verkauft. Damit endete die 200-jährige Herrschaft der von Taubes über das Wasserschloss Klaffenbach. Das Ensemble verblieb bis 1909 in den Händen der Nachkommen Carl Heinrich Hähnels. 1909 ging es in den Besitz der Landesbank Berlin über, die bis 1926 Eigentümerin des Schlosses war. 1926 wurde das Schloss erstmals der Gemeinde Klaffenbach zugesprochen. Ab 1935 wurde es vom Reichsarbeitsdienst als Lager genutzt. Nach dem Ende des Zweiten Weltkrieges wurden im Wasserschloss für kurze Zeit Sowjetsoldaten, später die sowjetische Kommandantur einquartiert. Die Flächen rund um das Ensemble dienten als Anbaufläche von Rüben, Kartoffeln und Getreide.
Nach dem Zweiten Weltkrieg wurde das Schloss zu einem „Jugendwerkhof“, in dem 14- bis 18-jährige Mädchen aus der ganzen DDR untergebracht waren. Sie galten als „schwer erziehbar“. In der damaligen Zeit bedeutete dies, dass man nicht ins sozialistische Menschenbild passte. Die Mädchen im Schloss arbeiteten erst vorrangig in der Landwirtschaft, später vor allem in Industriebetrieben. Bis heute leiden manche Frauen unter ihren Erinnerungen an die Heimerziehung.

### Sanierung und Restaurierung
Nach der Schließung des Jugendwerkhofes 1989 wurden die Nutzungsrechte am Rittergut Neukirchen erneut der Gemeinde Klaffenbach zugesprochen. Verwohnt und mehrfach provisorisch umgebaut, befand sich das Schloss in einem heruntergekommenen Zustand. Im Jahr 1991 beschloss die Gemeinde Klaffenbach eine Sanierung des Gesamtkomplexes. Bereits nach einem Jahr konnten mit Hilfe von Fördergeldern der Europäischen Union, der Bundesrepublik Deutschland sowie des Freistaates Sachsen umfangreiche Restaurierungsarbeiten beginnen.
Im Jahr 1995 eröffnete des Schlosses als Haus des Gastes. Mit der Eingemeindung Klaffenbachs ging das Ensemble 1997 in den Besitz der Stadt Chemnitz über. Seit 2006 wird das Wasserschloss von der C³ Chemnitzer Veranstaltungszentren GmbH als kulturelle Begegnungsstätte der besonderen Art vermarktet. Der Fokus des Komplexes liegt auf der Förderung von Gestaltung und Handwerk. Gleichzeitig fungiert das Ensemble als Veranstaltungsort für Tagungen und Kongresse, Feierlichkeiten und Hochzeiten, Kulturveranstaltungen, Open-Air-Konzerte, Märkte und vieles mehr.

## Schlosskomplex

### Überblick

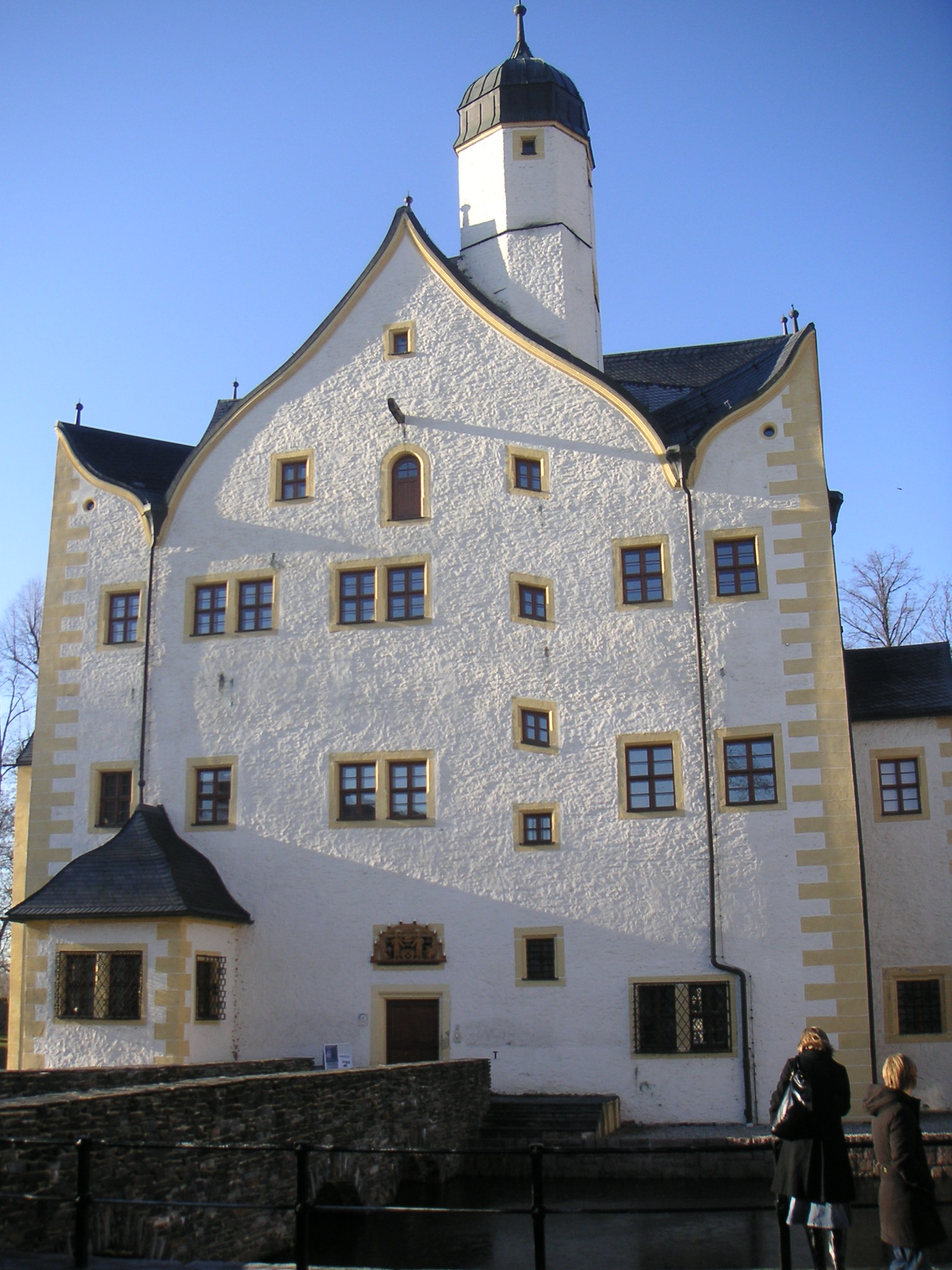
Ostseite

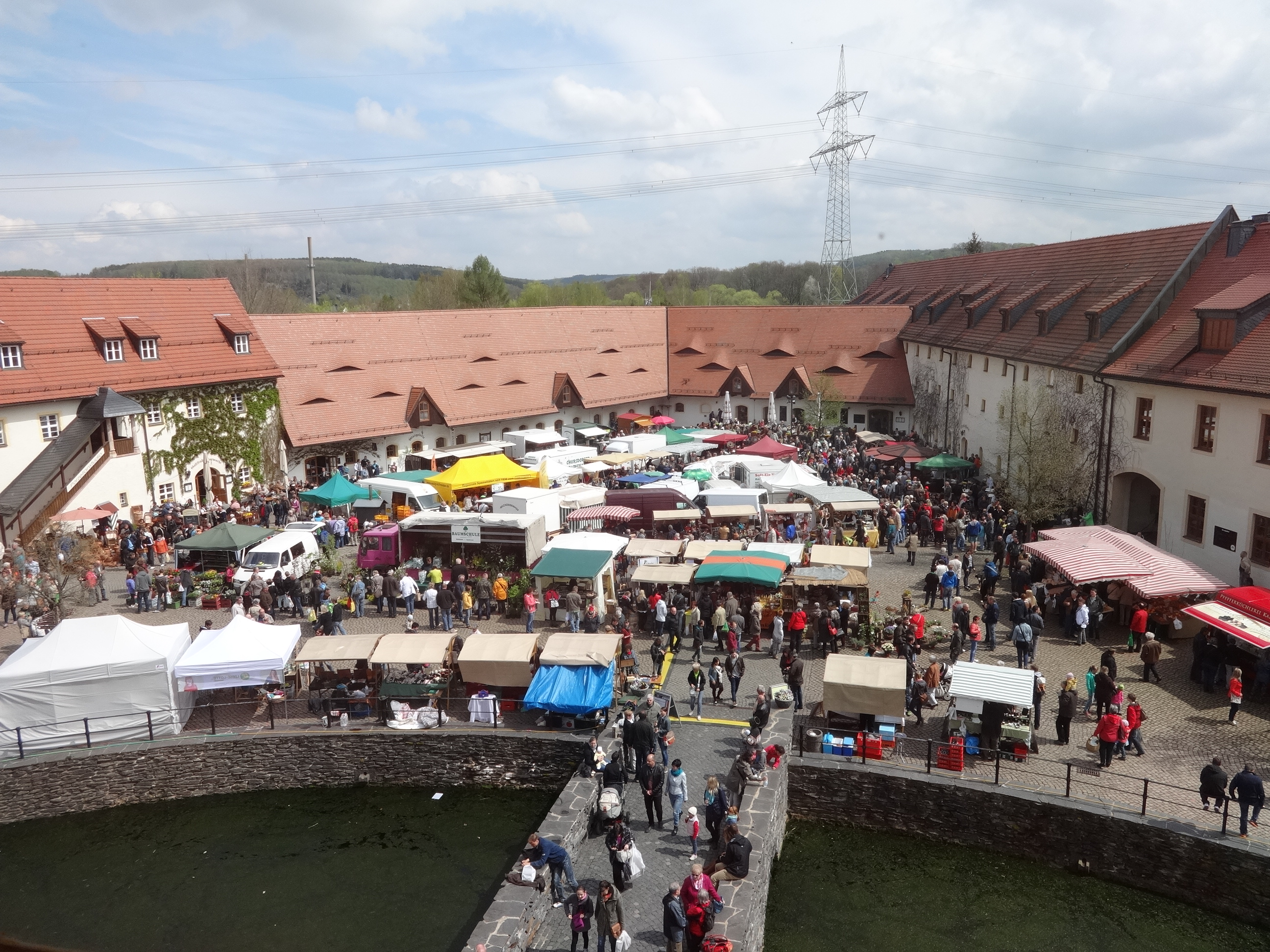
Gebäude östlich des Schlosses, Blick aus dem Schloss

Das viergeschossige Schlossgebäude, zu dem eine steinerne Brücke führt, wird von einem Wassergraben umgeben. Das Gebäude fällt besonders durch seine einzigartige Dachform in Form auf. Es handelt sich um ein mächtiges Kreuzdach, bei dem sich zwei im Queschnitt kielbogenförmige Satteldächer kreuzförmig durchdringen und entsprechende Giebel ausbilden. Die besondere Dachform steht der äußeren Form nach in der gestalterischen Tradition der Bohlendächer des 16. Jahrhunderts. Ergänzt wird die offenbar vom Baumeister gewollt originelle Dachlandschaft durch diagonal über Eck gestellte Giebel auf den Gebäudekanten.
Das Erdgeschoss bietet neben der Schlossinformation, kleineren Veranstaltungsräumen und dem Galerie-Café eine kleine Kapelle. Diese erhielt im Jahr 1860 ein Kreuzgratgewölbe und Deckenmalereien, sie wird als Trausaal genutzt. Darin befindet sich ein großes Wappenrelief von Dietrich von Taube aus dem Jahr 1616, das einst den Eingangsbereich schmückte.
Im Konferenz- und Ausstellungssaal im ersten Obergeschoss gibt es klassizistische Wandmalereien; dieser Raum wird auch Grüner Salon genannt. Dietrich von Taube ließ im 17. Jahrhundert das zweite Obergeschoss mit Fachwerkwänden sowie die ornamental gestalteter Decke ausbauen. Das oberste Geschoss war zunächst Speicher; seit dem 21. Jahrhundert ist der Raum Bürgersaal und ist mit einer Kleinkunstbühne ausgestattet.
Die Nebengebäude umschließen das Hauptgebäude U-förmig. Darin befinden sich eine Klöppelstube, ein Silberschmied, ein Kerzenladen sowie ein Hotel mit angeschlossenem Restaurant. Von 1995 bis 2008 hatte das Museum für sächsische Fahrzeuge, das sich seit 2009 in der historischen Hochgarage Stern-Garagen in Chemnitz befindet, hier seinen Sitz. In den früheren Museumsräumen ist nun der Golfclub Chemnitz GmbH & Co. KG ansässig.

### Nutzung des Schlossgebäudes

#### Allgemeines
Das Schlossgebäude fungiert als regionales Zentrum für Kunst und Kunsthandwerk. Die Räume des Schlosses dienen in regelmäßigen Abständen als Austragungsort verschiedener kultureller Veranstaltungen und Ausstellungen. Auch für Tagungen, Seminare und Festlichkeiten bietet das Schloss eine historische Kulisse.

#### Erdgeschoss
Im Eingangsbereich des Schlosses sind Schautafeln und historische Exponate sowie die Geschichte des Gebäudes ausgestellte. Die „Kleine Kapelle“ hat ein Kreuzgratgewölbe und Deckenmalereien aus dem Jahre 1860.

#### Erstes Obergeschoss
Die erste Etage, insbesondere die Salons „Am Turm“ und „Parkblick“, dienen wechselnden Ausstellungen des regionalen und internationalen Kunsthandwerks. Der „Grüne Salon“ enthält bruchstückhaft erhaltene bzw. rekonstruierte klassizistischen Wandmalereien.

#### Zweites Obergeschoss
Die zweite Etage ist das Werk von Dietrich von Taube aus dem 17. Jahrhundert. Die Struktur der Fachwerkwände wird durch die eine farbige Fassung betont. Auch die ornamentale Gestaltung der Decke des Mittelraumes fällt ins Auge.

#### Dachgeschoss
Im 16. und 17. Jahrhundert diente die oberste Etage lediglich als Speicher. Mittlerweile befindet sich hier der Bürgersaal mit sichtbarer Holzbalkenkonstruktion im Dachstuhl.

## Nutzung seit den 1990er Jahren

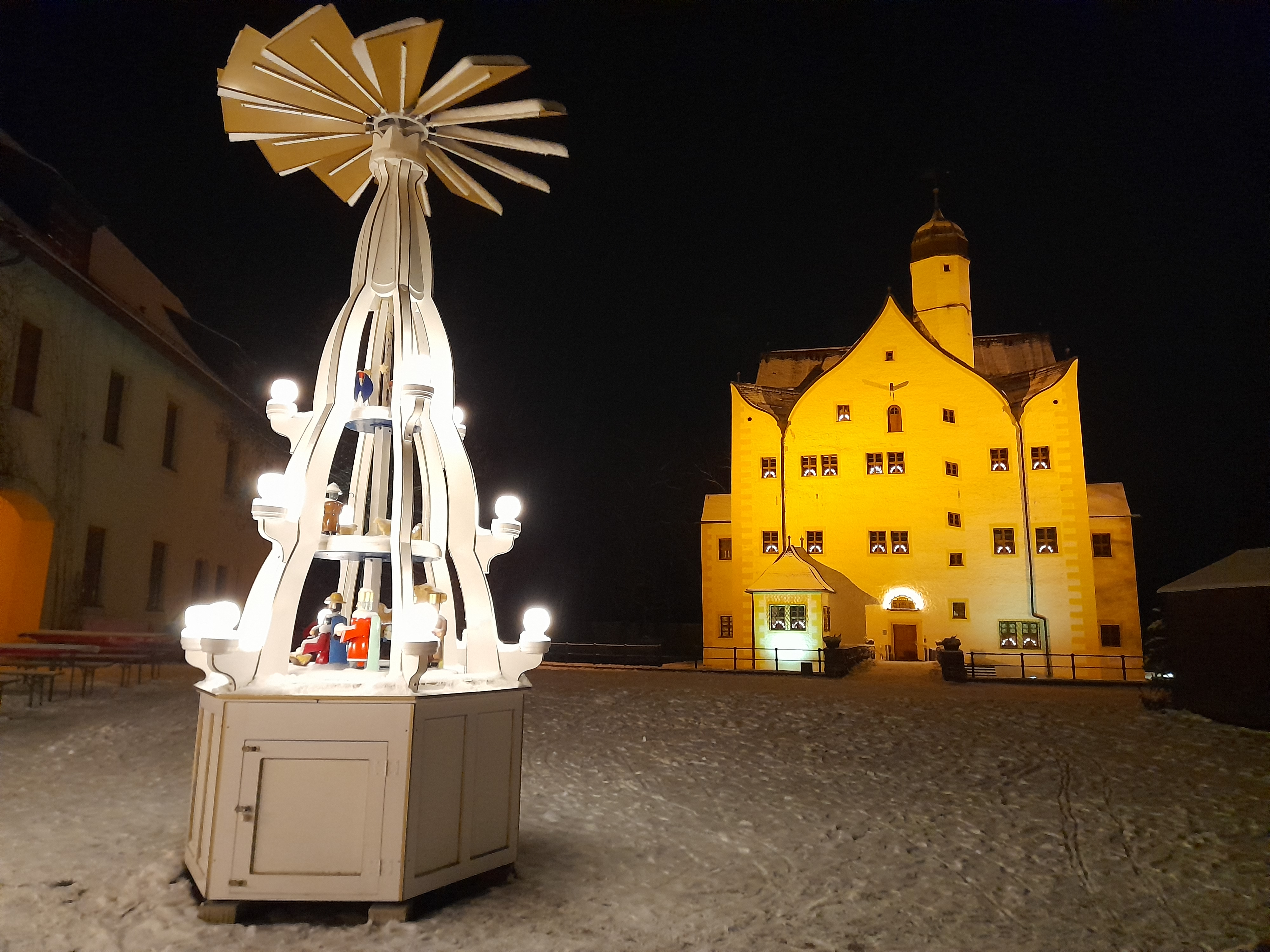
Außenpyramide im Schlosshof mit Schloss

Im Schloss finden themenspezifischen Ausstellungen sowie Projekten und Gastkünstleraufenthalte statt. Temporärer Projekte finden in Kooperationen mit anderen Einrichtungen, wie beispielsweise der Handwerkskammer Chemnitz, dem Künstlerbund Chemnitz oder dem Fachbereich Angewandte Kunst Schneeberg der Westsächsischen Hochschule Zwickau statt.
Diverse Kunsthandwerk-Ateliers, u. a. ein Kerzenladen, Silberschmiede, Porzellanstudio, Glasgalerie, sowie einen Hofladen. Hier werden auch Führungen oder Workshops in den handwerklichen Techniken angeboten. Seit dem Jahr 2007 wird Ausstellern, deren Werke durch herausragende Qualität in Gestaltung und Verarbeitung beeindrucken, der „Von Taube Preis“ vergeben.
Regelmäßig werden auch Themenmärkte wie z. B. der Werkkunstmarkt, Naturmärkte, der Töpfermarkt und die Genusstage abgehalten.
Im Schloss gibt es mehrere Restaurants und Cafes (Galerie Café, Gewölberestaurant, Die Gaststube Torwache, Golfclubrestaurant) sowie ein Schlosshotel und einen Golfclub.

## Bodendenkmal
Am 19. Oktober 1969 wurde das Schlossareal als Bodendenkmal eingetragen. Man vermutete damals eine Vorgängerburg namens Warta hier.
Funde sollen vor 1983 laut Geupel hier nicht gemacht worden sein.
(Quellenbelege für eine Burg Warta hier gibt es aber keine.)